# Krebsförden
Krebsförden ist ein Stadtteil der mecklenburg-vorpommerschen Landeshauptstadt Schwerin.

## Geografie
Der Ortsteil liegt südlich des Unteren Ostorfer Sees in der Südhälfte des Stadtgebietes. Angrenzende Stadtteile sind Ostorf, Gartenstadt, Großer Dreesch, Göhrener Tannen, Wüstmark und Görries. Im Südosten Krebsförden befindet sich mit dem Haselholz eine größere Mischwaldfläche. Ein Teil davon wird mit dem Waldfriedhof als Bestattungsort genutzt. Kleine Waldgebiete existieren direkt am Ostorfer See, in ihn mündet der Krebsbach mit dem Rundweg durch den naturbelassenen Graureiherwald.
Im Süden der Gemarkung befand sich einst das Kämmereigut Göhren, das Graf Helmold 1282 der Stadt schenkte. Daran erinnern noch heute der Straßenname Hof Göhren sowie das angrenzende Waldgebiet Göhrener Tannen im gleichnamigen Ortsteil.

## Geschichte
Krebsförden wird 1285 als Creuesforde erstmals urkundlich erwähnt.
Angesichts der Wohnungsnot in Schwerin erbauten sich 1926/27 24 in Schwerin Beschäftigte und nach Wohnen in ländlicher Umgebung strebende Arbeiter und Handwerker in Krebsförden Häuslereien, was bei den alteingesessenen Bauern auf wenig Gegenliebe stieß. Man befürchtete, dass die Neusiedler der Armenkasse der Gemeinde zur Last fallen würden und zudem den Verfall von Anstand und Sitte.
Zusammen mit anderen Gemeinden wurde das zu der Zeit noch landwirtschaftlich geprägte Krebsförden am 1. Oktober 1936 nach Schwerin eingemeindet. An den Verhandlungen dazu waren die betroffenen Orte nicht beteiligt.
Mit steigender Einwohnerzahl Schwerins reichte die Fläche auf dem Alten Friedhof der Stadt bald nicht mehr aus, so dass 1970 nahe dem ehemaligen Dorf Krebsförden der Hauptfriedhof (heute: Waldfriedhof) eröffnet wurde, welcher bis 1989 von einst 19,6 auf dann 26 Hektar ausgedehnt wurde und mit einem 1994/95 neu errichteten Krematorium ausgestattet ist.
In den 1980er Jahren sahen Planungen vor, in Krebsförden und Wüstmark ein neues, als Dreesch IV bezeichnetes, Plattenbaugebiet mit insgesamt 5800 Wohnungen für etwa 16.800 Einwohner zu errichten. Entscheidend für die Standortwahl waren die günstige Lage in der Nähe der Arbeitsplätze und an der schon vorhandenen Straßenbahnlinie und der ausgebauten Straße, bereits vorhandene Versorgungsleitungen sowie die Nähe zum Erholungsgebiet am Ostorfer See. Nicht alle geplanten Wohnungen wurden gebaut. Aufgrund von Sparzwängen kam es zudem nicht zum Aufbau einer umfangreichen sozialen Infrastruktur im Stadtteil. So sollten Schulen in den anderen drei Bauabschnitten des Großen Dreesches mitgenutzt werden und die Poliklinik in Wüstmark die medizinische Versorgung gewährleisten. Durch die Wende wurde das bereits zum Teil verwirklichte Bauprojekt nicht beendet. Dafür entstanden neben dem bereits vorhandenen, alten Siedlungsgebiet mit noch heute dörflichem Charakter Wohngebäude rechts- und linksseitig der heutigen Umgehungsstraße.
Das 1995 erbaute Einkaufszentrum Sieben Seen Center trug wesentlich zur Beendigung des Einkaufstourismus in westliche Bundesländer bei. Neben Einzelhandelsgeschäften siedelte sich hier auch ein Sportpark an.

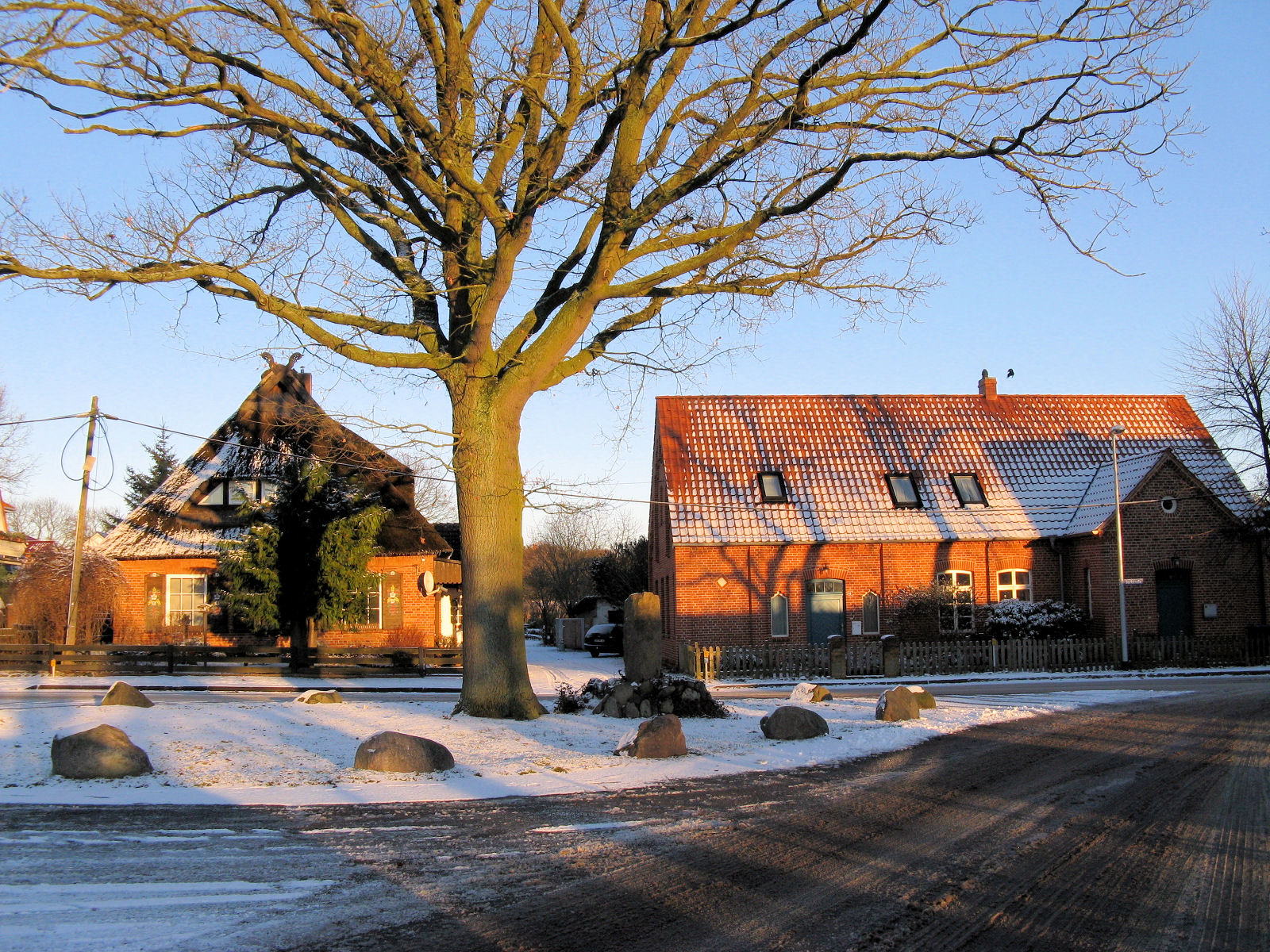
Ursprüngliches Siedlungsgebiet mit dörflichem Charakter
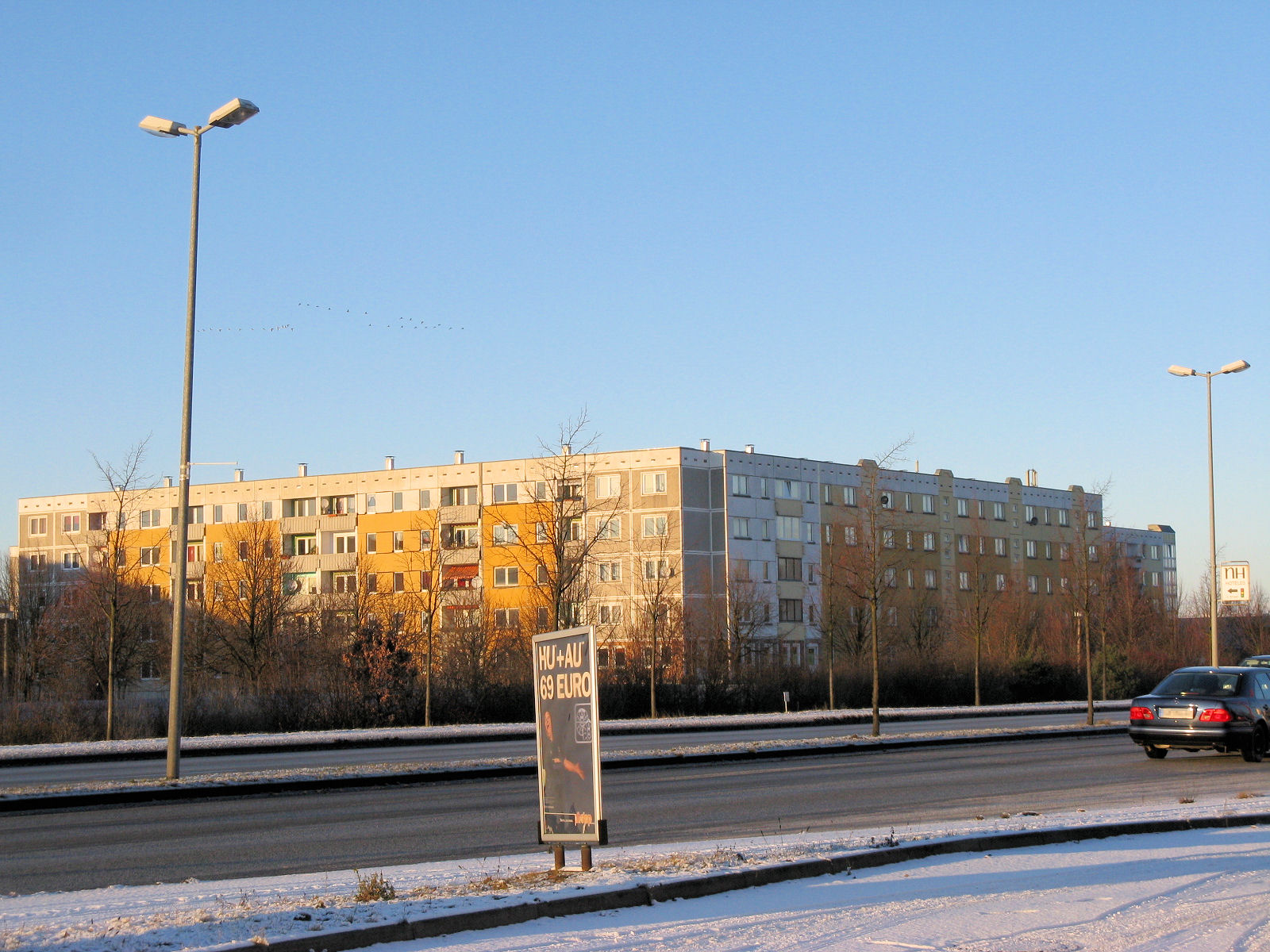
Plattenbauten aus den 1980ern
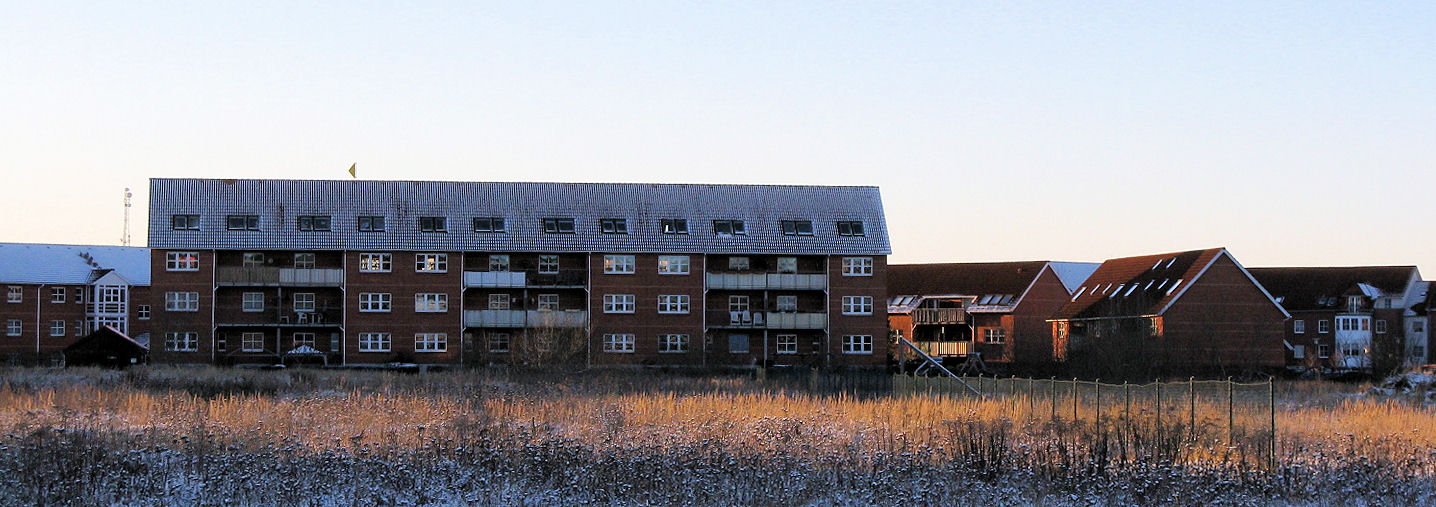
Nach 1990 entstandenes Baugebiet

## Sehenswürdigkeiten

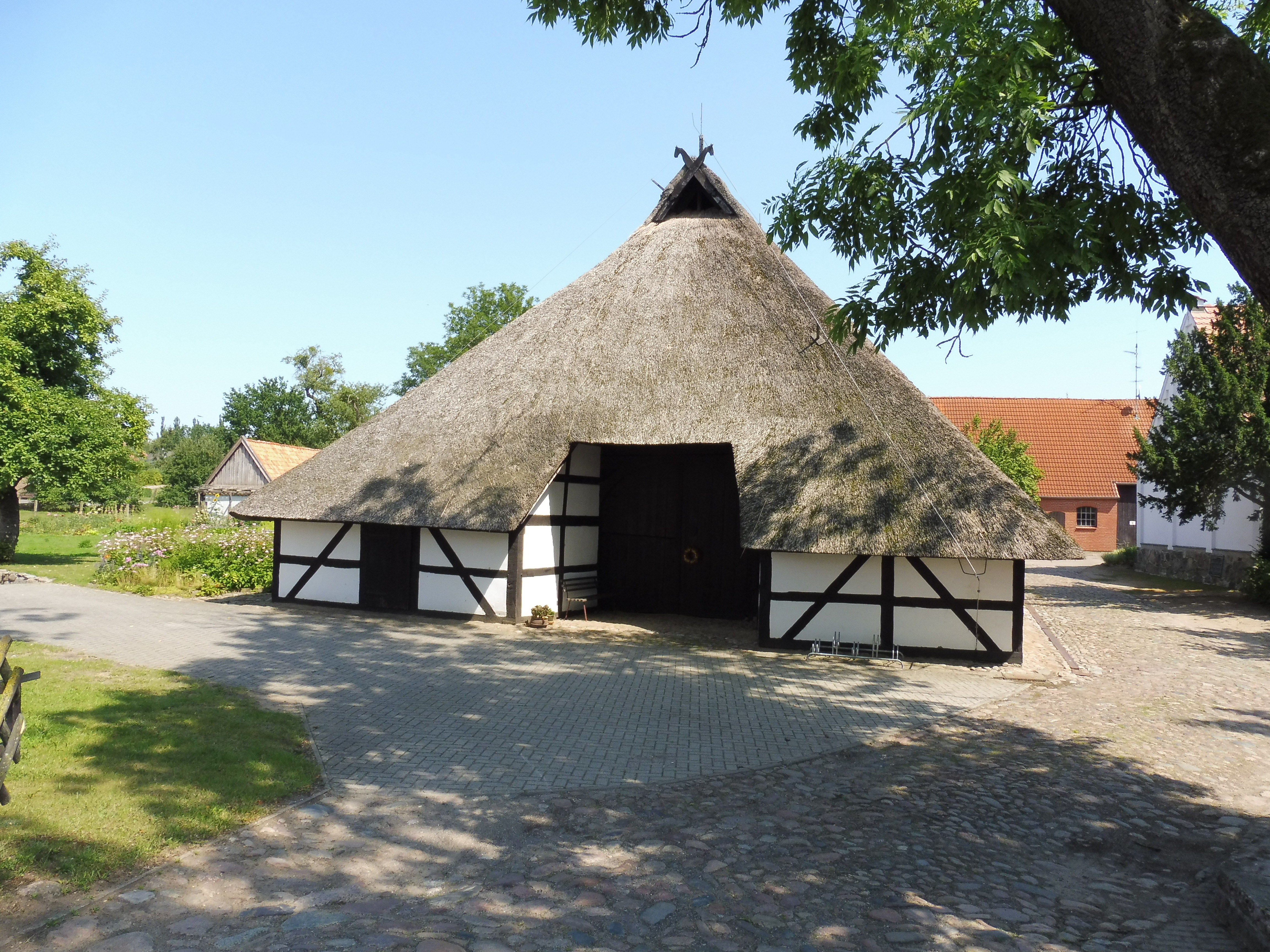
Das Hallenhaus in der Dorfstraße 8 (2019).

In der Dorfstraße 8 befindet sich ein Niederdeutsches Hallenhaus in Zweiständerbauweise aus den Jahren 1670–72. Ursprünglich war es Teil eines herzoglichen Pachthofes. Das Durchfahrtshaus, das einst sechs Gefache und ein Krüppelwalmdach besaß, wurde 1852/53 auf neun Gefache erweitert und mit einem Vollwalmdach ausgerüstet. Das 1994 restaurierte Gebäude beherbergt seit 1995 ein Familien- und Dorfgeschichtsmuseum mit dem Namen Dat oll' Hus, das von Privatleuten ehrenamtlich geführt wird.

## Verkehrsanbindung
Durch Krebsförden führen die Bundesstraßen 106 und 321, die vierspurig ausgebaut sind. An der Westgrenze des Stadtteils verläuft die Bahnstrecke Schwerin−Hagenow, von welcher die Bahnstrecke Schwerin–Parchim abzweigt, die die Südwestgrenze Krebsfördens bildet. Der nächste Bahnhof befindet sich im benachbarten Ortsteil Görries. In Krebsförden verkehren die Straßenbahnlinien 3 und 4, die die Gewerbegebiete in Wüstmark mit der Innenstadt beziehungsweise dem Großen Dreesch verbinden, sowie die Buslinien 7, 13 und 16 des Schweriner Nahverkehrs.